# Нинослав Константиновић
Нинослав Константиновић (Београд, 22. марта 1978 — н. Београд, 12. март 2003) је један од завереника у атентату на премијера Србије Зорана Ђинђића.
Означен је као припадник криминалног Земунског клана.
Пресудом Окружног суда у Београду, осуђен је, по три основе, на 35 година затвора. Сретко Калинић тврди да је Константиновић убијен 2003. године и да су га чланови Земунског клана Милош Симовић и Милан Јуришић Јуре закопали. Неке од локација наводно су прекопане, али његово тело није пронађено.
Чаба Дер, који у Мађарској издржава казну доживотног затвора због два убиства, у писму које је преко адвоката покушао да достави Вишем суду у Београду 2021. године, тврди да је Константиновић у Будимпешти покушао да га убије пре неколико година.
Налази се у бекству.